# Adriaan Loosjes (1761-1818)
Adriaan Loosjes (Den Hoorn, 13 mei 1761 - Haarlem, 28 februari 1818), veelal aangeduid als Adriaan Loosjes Pz. (afkorting van Pieterszoon) was een Nederlandse boekhandelaar, uitgever en auteur.

## Leven en werk
Adriaan Loosjes, telg uit het geslacht Loosjes was een zoon van de doopsgezinde predikant Petrus Loosjes Adrsz. en Sijtje Oudt. Hij was een kleinzoon van Adriaan Loosjes (1689-1767). Hoewel voorbestemd eveneens predikant te worden, vestigde hij zich in 1783 als boekhandelaar in Haarlem. Daar was hij een van de oprichters van de Maatschappij tot Nut van 't Algemeen, waar hij veel voor schreef. In 1788 stichtte hij een weekblad, de Algemeene Konst- en Letterbode, die 74 jaar zou blijven bestaan. Loosjes schreef poëzie, historische drama's en romans. Het leven van Maurits Lijnslager (1808) was zijn bekendste boek, een historische roman.
Zijn werken Het Leven van Maurits Lijnslager, Zedelijke Verhaalen, Historie van Mejuffrouw Susanna Bronkhorst en Rijkdom, middelbare stand en armoede en werden geïllustreerd door Reinier Vinkeles. 

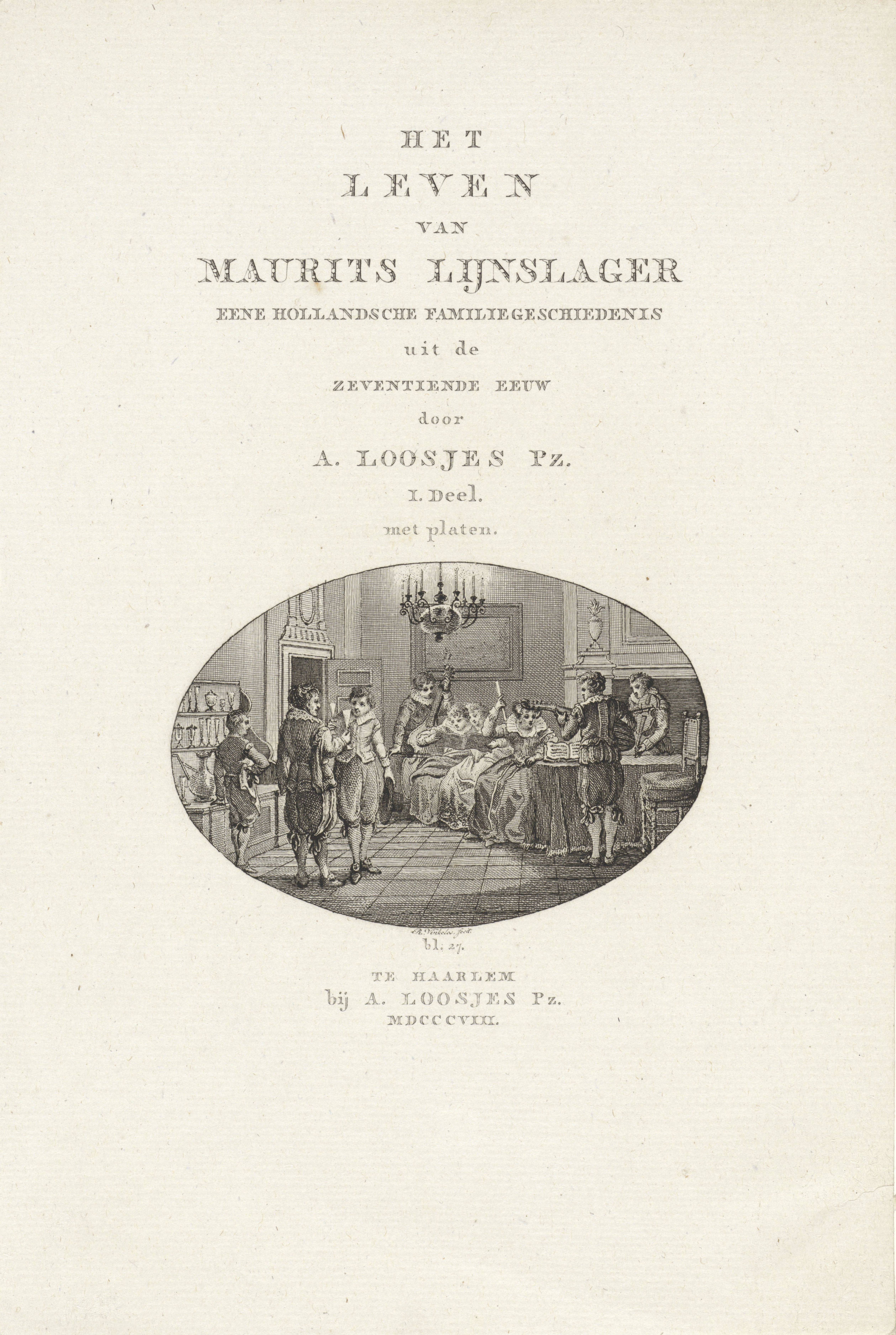
Het Leven van Maurits Lijnslager
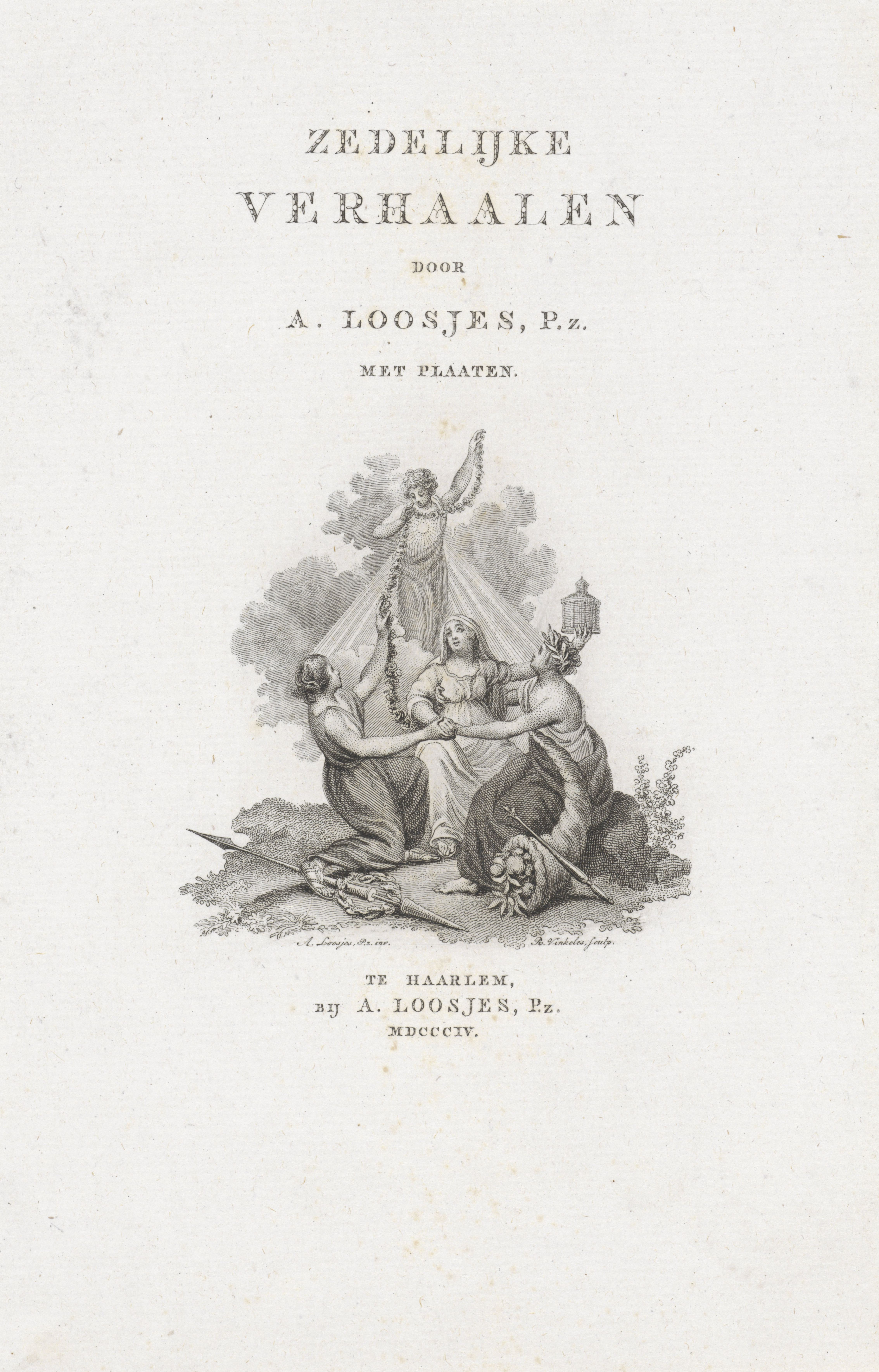
Zedelijke Verhaalen
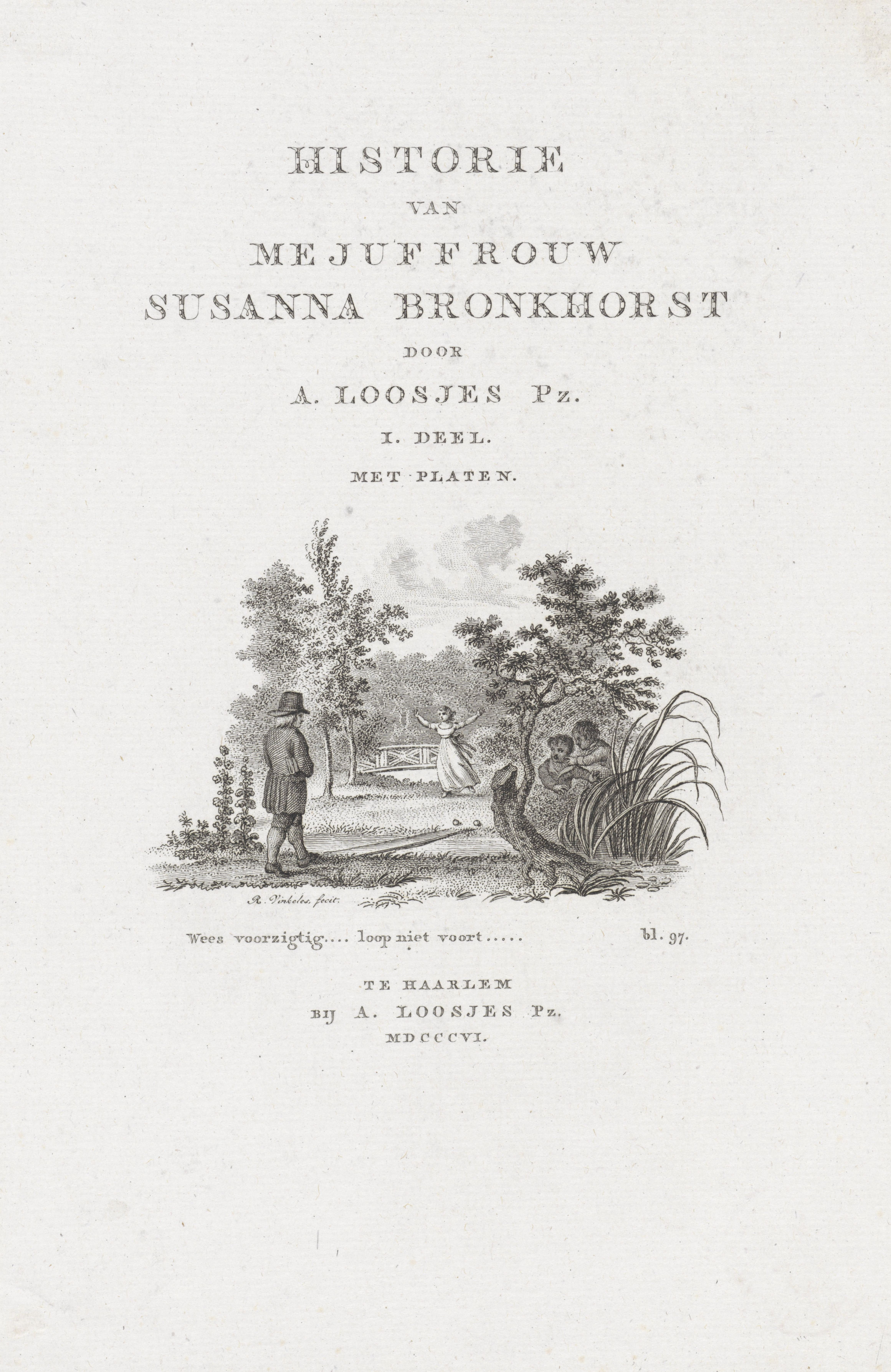
Historie van Susanna Bronkhorst
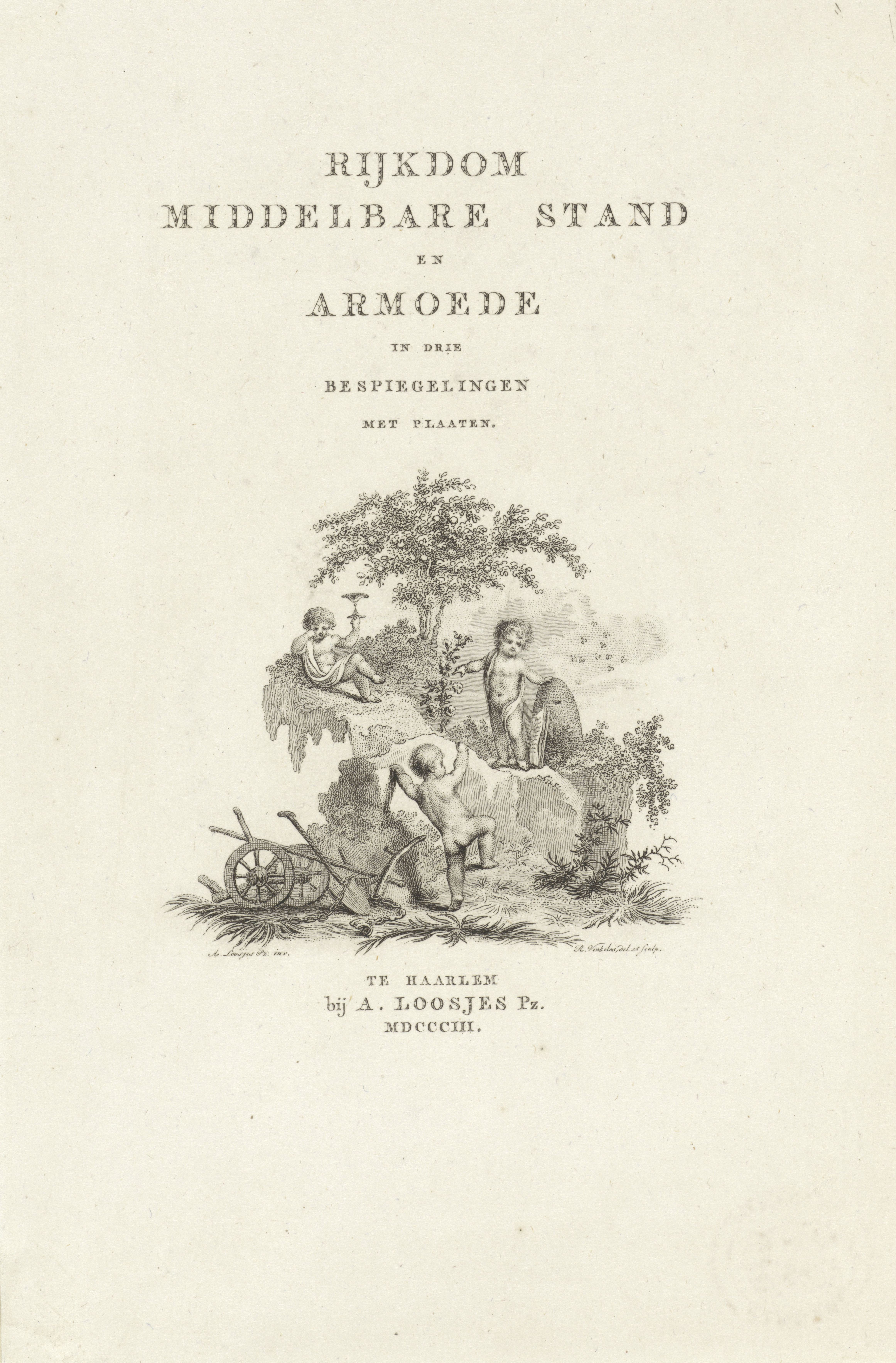
Rijkdom, middelbare stand en armoede